# Bistrot

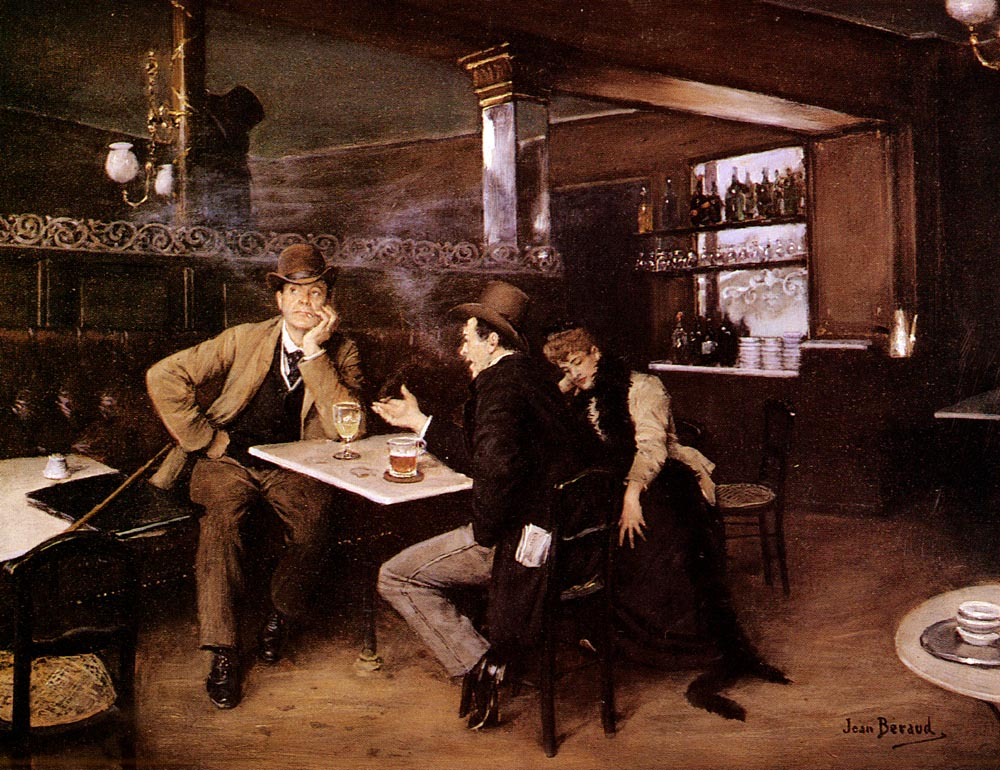
Jean Béraud, Al bistrot

Un bistrot, o bistrò, è un'espressione della lingua francese che originariamente significava osteria, assumendo in seguito anche il significato di piccolo caffè o pub.

## Etimologia
L'origine della parola bistrot nella lingua francese è incerta. Potrebbe trattarsi di un'espressione regionale derivata da Bistraud (Nord della Francia) o Bistroquet, un nome dato agli aiutanti dei commercianti di vino o allo stesso vignaiolo. Il termine, adottato nel 1800 a Parigi, si è successivamente diffuso in tutta la Francia. Lo si può accostare all'espressione in argot (vernacolo parigino) bistingo che sta per cabaret, ma la cosa non è molto verosimile.
Una comune paretimologia farebbe derivare il nome dei piccoli locali parigini dal russo bistro (in cirillico: быстро), che significa "rapidamente". Al tempo dell'occupazione russa di Parigi (1814-1818) i soldati russi, che non erano autorizzati a bere alcolici, temevano di essere sorpresi dagli ufficiali e quindi dicevano spesso Bistro, bistro!. Un'altra interpretazione si basa sul fatto che, essendo i soldati russi gli occupanti, malvisti, di Parigi, i camerieri servivano loro da bere molto lentamente e i soldati irritati gridavano loro Bistro, bistro!.
Per altri l'origine 'russa' sarebbe da imputare ai fuoriusciti russi dopo la Rivoluzione di ottobre.

## Alle origini
Molti artisti in genere e scrittori in particolare un tempo si rifugiavano nei bistrot per creare i loro capolavori, visto che non avevano il denaro per riscaldare le case o le camere che abitavano.